# 第37回全日本大学サッカー選手権大会
第37回全日本大学サッカー選手権大会は1988年11月23日から11月27日にかけて開催された全日本大学サッカー選手権大会である。順天堂大学が2年連続2回目、東海大学が初優勝を果たした。

## 概要
9地域の代表15校と総理大臣杯全日本大学サッカートーナメント優勝校が参加した。

### 大会日程
- 1988年11月23日 - 1回戦
- 1988年11月24日 - 準々決勝
- 1988年11月26日 - 準決勝
- 1988年11月27日 - 決勝、三位決定戦

### 開催競技場
- 西が丘サッカー場（1回戦・準々決勝・準決勝・決勝）
- 駒沢競技場（1回戦・準々決勝）
- 江戸川区陸上競技場（1回戦）
- 秋津サッカー場（1回戦）

## 出場大学
- 筑波大学（総理大臣杯優勝・2年連続16回目）
- 札幌大学（北海道代表・2年ぶり19回目）
- 仙台大学（東北代表・3年連続10回目）
- 早稲田大学（関東第2代表・4年連続18回目）
- 順天堂大学（関東第3代表・3年連続5回目）
- 東海大学（関東第4代表・3年連続3回目）
- 国士舘大学（関東第5代表・2年ぶり6回目）
- 金沢大学（北信越代表・3年連続14回目）
- 中京大学（東海代表・2年連続16回目）
- 大阪商業大学（関西第1代表・9年連続20回目）
- 大阪体育大学（関西第2代表・2年ぶり10回目）
- 京都産業大学（関西第3代表・3年連続5回目）
- 島根大学（中国代表・3年連続6回目）
- 高知大学（四国代表・2年ぶり5回目）
- 福岡大学（九州代表・4年連続16回目）
- 鹿屋体育大学（九州代表・初）

## 試合日程・結果

### 1回戦
| 1988年11月23日 |

| 筑波大学    | 2 - 0 | 金沢大学 |
| 田口 · 井原 |       |          |

| 西が丘サッカー場 |

| 1988年11月23日 |

| 中京大学 | 0 - 3 | 国士舘大学     |
|          |       | 三浦2 , · 鈴木 |

| 西が丘サッカー場 |

| 1988年11月23日 |

| 順天堂大学  | 2 - 0 | 仙台大学 |
| 石井 · 大嶽 |       |          |

| 秋津サッカー場 |

| 1988年11月23日 |

| 鹿屋体育大学 | 0 - 0 延長 (PK 2-3) | 大阪体育大学 |
|              |                     |              |

| 江戸川区陸上競技場 |

| 1988年11月23日 |

| 早稲田大学              | 5 - 2 | 福岡大学    |
| 大倉 · 松山吉3 , · 上野 |       | 中尾 · 難波 |

| 江戸川区陸上競技場 |

| 1988年11月23日 |

| 高知大学 | 0 - 3 | 京都産業大学       |
|          |       | 野口 · 樋口 · 道籏 |

| 江戸川区陸上競技場 |

| 1988年11月23日 |

| 東海大学                                 | 7 - 0 | 島根大学 |
| 古川 · 澤登3 , · 山口 · 岩井 (PK) · 畠山 |       |          |

| 駒沢競技場 |

| 1988年11月23日 |

| 札幌大学 | 1 - 5 | 大阪商業大学             |
| 坂本     |       | 安原2 , · 大本2 , · 高木 |

| 駒沢競技場 |

### 準々決勝
| 1988年11月24日 |

| 筑波大学    | 2 - 2 延長 (PK 4-5) | 国士舘大学  |
| 川上 · 池田 |                     | 鈴木 · 野田 |

| 西が丘サッカー場 |

| 1988年11月24日 |

| 順天堂大学 | 1 - 0 | 大阪体育大学 |
| 江本       |       |              |

| 西が丘サッカー場 |

| 1988年11月24日 |

| 早稲田大学           | 3 - 1 | 京都産業大学 |
| 松山吉 · 上野 · 大倉 |       | 仲谷 (PK)    |

| 駒沢競技場 |

| 1988年11月24日 |

| 東海大学 | 1 - 0 | 大阪商業大学 |
| 古川     |       |              |

| 駒沢競技場 |

### 準決勝
| 1988年11月26日 |

| 国士舘大学 | 0 - 0 延長 (PK 4-5) | 順天堂大学 |
|            |                     |            |

| 西が丘サッカー場 |

| 1988年11月26日 |

| 早稲田大学 | 0 - 1 | 東海大学    |
|            |       | 山口 前14分 |

| 西が丘サッカー場 |

### 三位決定戦
| 1988年11月27日 |

| 国士舘大学  | 2 - 2 引分 | 早稲田大学 |
| 三浦 · 広沢 |            | 山田2 ,    |

| 西が丘サッカー場 |

### 決勝
| 1988年11月27日 |

| 順天堂大学 | 0 - 0 再延長・引分 | 東海大学 |
|            |                    |          |

| 西が丘サッカー場 |

## 最終結果
| 第37回全日本大学サッカー選手権大会 優勝チーム |
| --------------------------------------------- |
| 順天堂大学 2年連続2回目                       |
| 東海大学 初                                   |

### 表彰

#### 最優秀選手賞
- 澤登正朗（東海大学）

## 主な出場選手
- 山口素弘（東海大学）
- 澤登正朗（東海大学）
- 礒貝洋光（東海大学）
- 岩井厚裕（東海大学）
- 岡中勇人（東海大学）
- 真田雅則（順天堂大学）
- 大嶽直人（順天堂大学）
- 阪倉裕二（順天堂大学）
- 江本城幸（順天堂大学）
- 森山泰行（順天堂大学）
- 松山吉之（早稲田大学）
- 大倉智（早稲田大学）
- 高木琢也（大阪商業大学）
- 井原正巳（筑波大学）
- 田口禎則（筑波大学）
- 野田知（国士舘大学）